# Hercílio Luz Futebol Clube
Hercílio Luz Futebol Clube é um clube de futebol brasileiro da cidade de Tubarão, no estado de Santa Catarina. Fundado em 22 de dezembro de 1918 Também foi o primeiro clube catarinense a disputar um Campeonato Brasileiro e primeiro clube sul-catarinense campeão do Campeonato Catarinense.

## História

### Origem
O Hercílio Luz Foot-Ball Club foi fundado no dia 22 de dezembro de 1918 na cidade de Tubarão, tem esse nome em homenagem ao político catarinense e governador do estado Hercílio Pedro da Luz. No início o time era predominante na Liga Tubaronense de Futebol, da qual foi fundador, e também foi por várias vezes campeão sul-catarinense.

### O Bicampeonato estadual
Na década de 1950 o clube alcançou a sua principal façanha; o bicampeonato estadual de 1957 e 1958, que graças a esse último título, o Hercílio pode participar da Taça Brasil de 1959 sendo o primeiro time catarinense a disputar um Campeonato Brasileiro. O time foi eliminado pelo Athletico Paranaense com duas derrotas, 2 a 1 e 1 a 0, sendo os jogos em Tubarão e Curitiba.

### A enchente, licenciamento e a decadência
O time manteve-se entre os principais do estado durante a década de 1960 e no início da década de 1970, mas devido a enchente de 1974, que destruiu a cidade de Tubarão e consequentemente o patrimônio do clube, teve que licenciar-se de 1976 a 1983 por falta de estrutura decorrente dos estragos da enchente. A partir daí o time veio numa curva descendente que culminou com o inédito rebaixamento da equipe no campeonato de 1991. O time ainda conseguiu retornar à divisão principal em 1993 mas em 1994 se licenciou novamente do futebol. Cedeu seu estádio ao Tubarão F.C. em troca do pagamento de vultosas dívidas que o clube possuía. Na época se acreditou que era uma fusão do Hercílio Luz com o Tubarão F.C., fusão essa nunca ocorrida.

### Décadas de 2000 e 2010
O clube retornou a atividade em 2007 disputando a Liga Tubaronense de Futebol, e no ano de 2008 o clube voltou ao futebol profissional com a participação na Divisão Especial. Após longo período na segunda divisão do campeonato catarinense, o time conseguiu o acesso a divisão principal através do vice-campeonato em 2017.
Em 2025 após ser derrotado pelo Criciúma por 1x0 pela penúltima rodada, o clube foi rebaixado para Série B do catarinense.

## Títulos
| ESTADUAIS | ESTADUAIS              | ESTADUAIS | ESTADUAIS   |
|           | Competição             | Títulos   | Temporadas  |
|           | Campeonato Catarinense | 2         | 1957 e 1958 |
| --------- | ---------------------- | --------- | ----------- |

Regionais e Amistosos
- 10 Campeonatos Regionais
- 21 Citadinos

Campanhas de destaque
- 3º lugar no Campeonato Catarinense - Série A: 3 (1951, 1964 e 2023)
- 4º lugar no Campeonato Catarinense - Série A: 6 (1939, 1940, 1942, 1949, 1972 e 2022)
- 2º lugar no Campeonato Catarinense - Série B: 3 (1994, 2017 e 2020)
- 2º lugar na Copa Santa Catarina: 2 (2018 e 2022).

## Estatísticas

### Participações
|  | Participações em 2025 |

| Competição     | Competição             | Temporadas | Melhor campanha                  | Estreia | Última | P | R |
| Santa Catarina | Campeonato Catarinense | 38         | Campeão (1957 e 1958)            | 1939    | 2025   |   | 4 |
| Santa Catarina | 2ª Divisão             | 14         | Vice-campeão (1994, 2017 e 2020) | 1993    | 2020   | 3 | – |
| Santa Catarina | Copa Santa Catarina    | 7          | Vice-campeão (2018 e 2022)       | 1990    | 2024   |   |   |
| Brasil         | Campeonato Brasileiro  | 1          | 13º colocado (1959)              | 1959    | 1959   |   | – |
| Brasil         | Série D                | 3          | 18º colocado (2023)              | 2019    | 2024   | – |   |

## Estádio

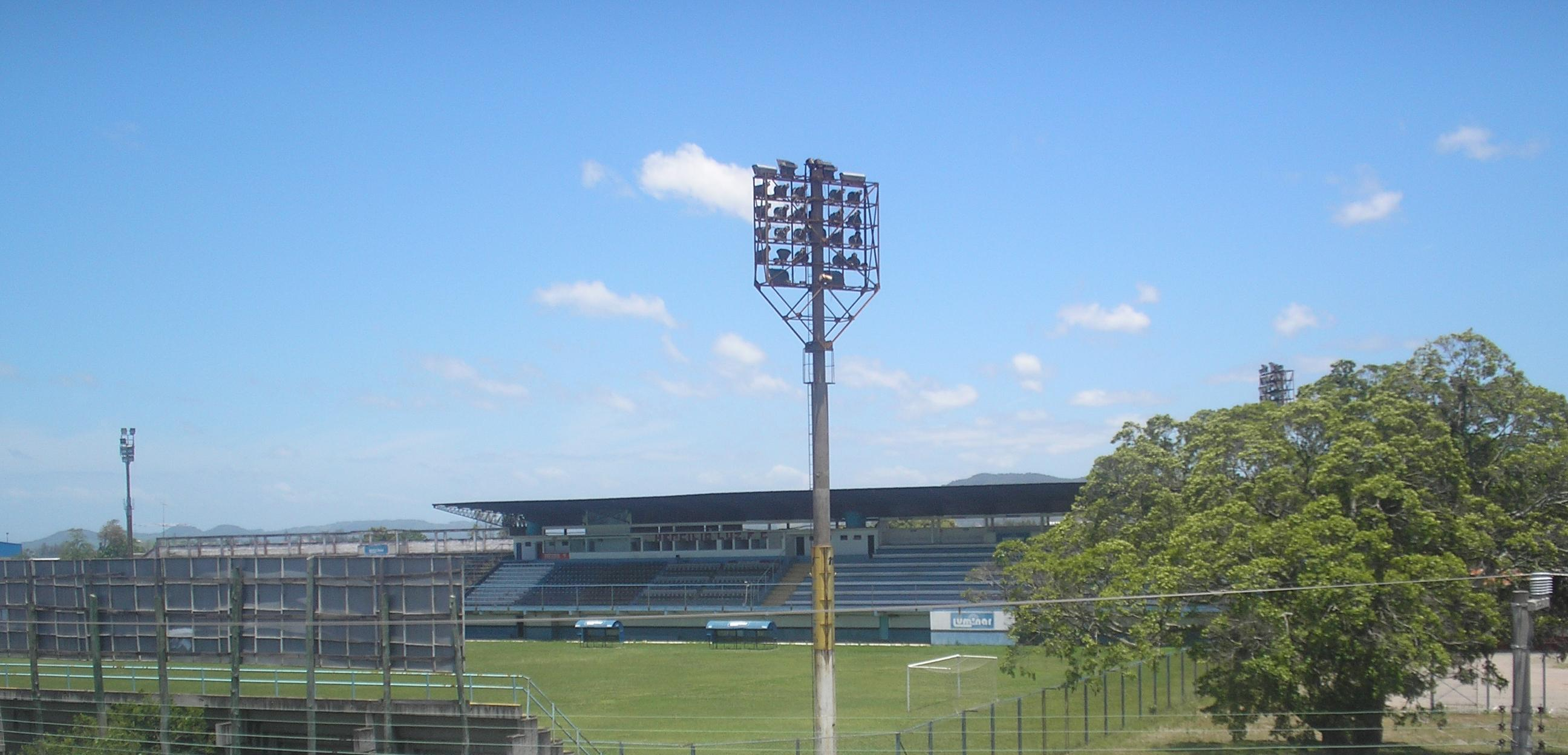
Estádio Aníbal Torres Costa.

O Estádio Aníbal Torres Costa, ou simplesmente Aníbal Costa é um estádio de futebol localizado na cidade de Tubarão, no estado de Santa Catarina, propriedade do Hercílio Luz Futebol Clube. Já foi palco de duas finais do campeonato catarinense em 1957 e 1958. Tem capacidade de 6.800 pessoas.